# Месопотамські болота
31°00′ пн. ш. 47°00′ сх. д. / 31.000° пн. ш. 47.000° сх. д.
Месопотамські болота, також відомі як Іракські болота або Ель-Ахвар — це водно-болотні угіддя, розташовані на півдні Іраку та на південному заході Ірану, в заплавах річок Тигр і Євфрат, в околицях міст Басра, Ен-Насирія та Ель-Амара. Історично ці болота, які складаються з окремих, але пов'язаних між собою, Центральних боліт, боліт Хавіза та Хаммар, були найбільшою водно-болотною екосистемою Західної Євразії. Цей водно-болотний ландшафт є домом для народу болотних арабів, які розвинули унікальну, тісно пов'язану з оточуючим їх ландшафтом культуру, що полягає у збиранні очерету та рису, риболовлі та випасі водяних буйволів.
Осушення частини боліт почалося в 1950-х роках і тривало до 1970-х років. Воно мало на меті звільнити землі для ведення сільського господарства та видобутку нафти. Наприкінці 1980-х і 1990-х років, під час президентства Саддама Хусейна, ці роботи, метою яких було переселення болотних арабів, були розширені та прискорені. До 2003 року болота були осушені на 90 % від початкового розміру. Після американської інтервенції та повалення Хусейна в 2003 році болота частково відновилися, але посухи разом із будівництвом та експлуатацією дамб у Туреччині, Сирії та Ірані перешкодили цьому процесу. З 2016 року Месопотамські болота внесені до списку Світової спадщини ЮНЕСКО.

## Географія

Супутникова зйомка Месопотамських боліт у період з 2000 по 2009 рік

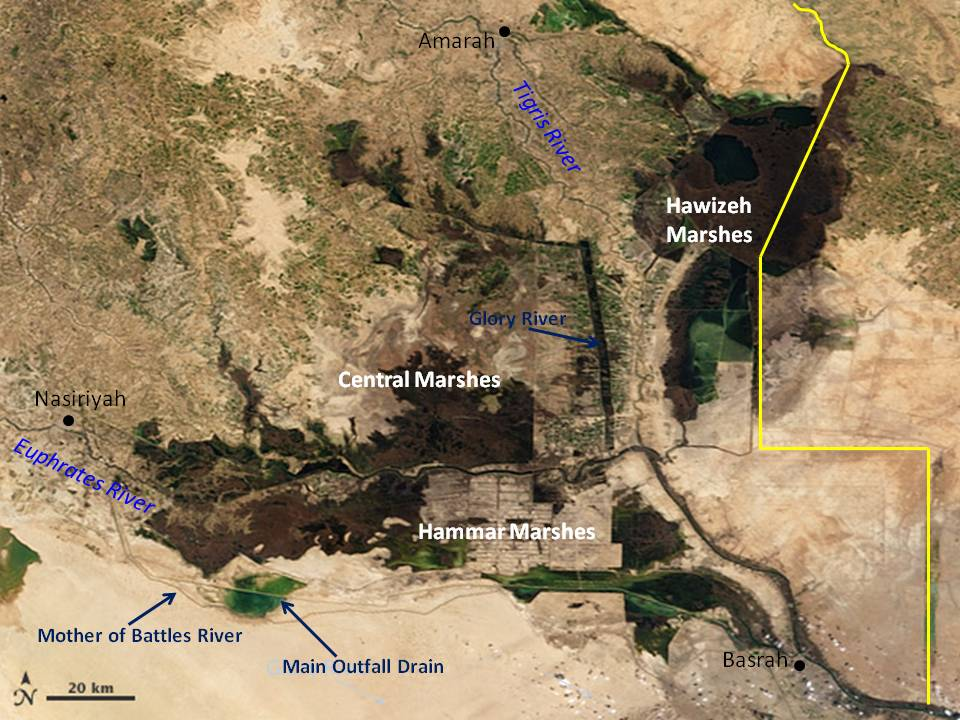
Месопотамські болота у 2007 році

Як випливає з назви, Месопотамські болота розташовані у великому регіоні, який раніше називався Межиріччям або Месопотамією. Території давньої Месопотамії наразі розділені між Іраком, східною Сирією, південно-східною Туреччиною та південно-західним Іраном. Болота розташовані переважно на півдні Іраку та в південно-західній частині Ірану. Початково Месопотамські болота охоплювали 20000 км² і поділялися на три основні частини — Центральні болота, розташовані між Тигром і Євфратом, болота Хаммар, розташовані на південь від Євфрату, та болота Хавіза, розташовані на схід від Тигру. До вторгнення в Ірак у 2003 році близько 90 % боліт були осушені.
Болота лежать на пласкій алювіальній рівнині, оскільки падіння Євфрату протягом останніх 300 км становить лише 12 м, а падіння Тигру — 24 м. Такий ухил дозволяє Тигру та Євфрату звиватися, утворюючи численні меандри та рукави. Євфрат сповільнює свою течію в болотах Хаммар, поблизу Ен-Насирії. Тигр також частково сповільнюється, коли перенаправляє частину свого потоку до Центральних боліт та боліт Хавіза поблизу Ель-Амари. Проте нижче за течією в Тигр впадає кілька приток, що беруть початок в Ірані, через що його течія знову пришвидшується. Колись три системи боліт створювали взаємопов'язане середовище, особливо під час повеней, коли річки Євфрат і Тигр розливалися.

### Центральні болота
Центральні болота живляться водами приток Тигру, а саме річок Шатт-ель-Муміна та Маджар-ель-Кабір, які впадають в нього південніше Ель-Амари. Тигр слугує східним кордоном для цих боліт, а Євфрат — південним кордоном. Центральні болота займають площу 3000 км², складаються з плавнів та з кількох постійних озер, зокрема з озер Ель-Зікрі та Умм-ель-Бінні глибиною до 3 м.

### Болота Хаммар

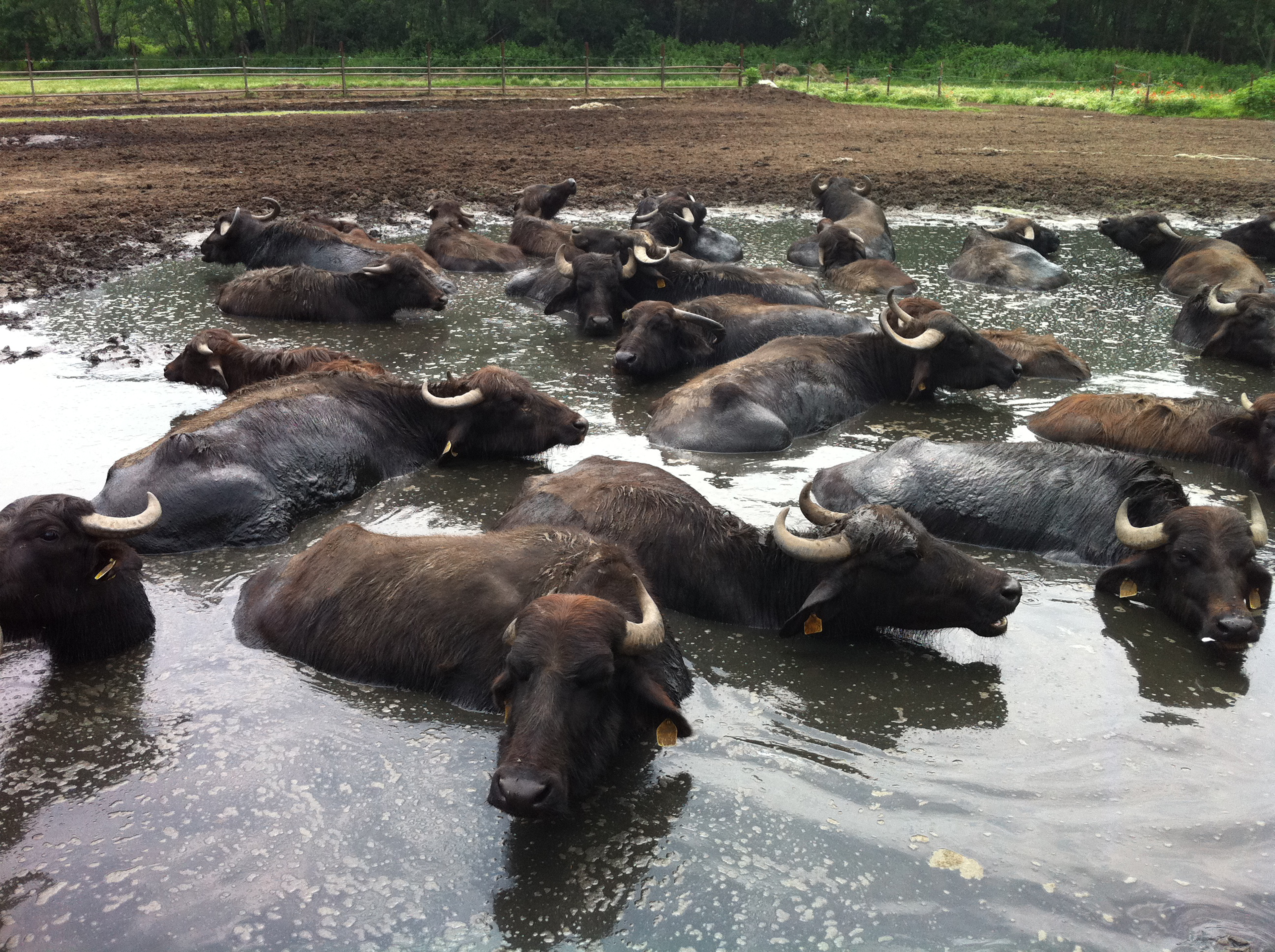
На болотах водяться водяні буйволи. Печатка писаря, що служив аккадському царю, демонструє жертвоприношення водяних буйволів

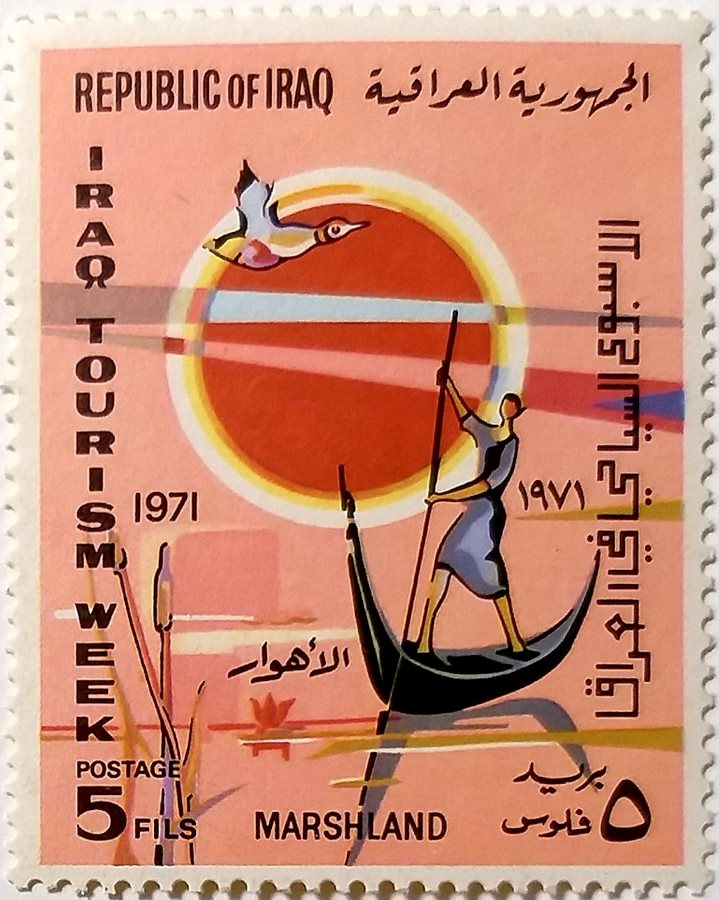
Іракська поштова марка 1971 року

Болота Хаммар переважно живляться водами Євфрату. Вони лежать на південь від нього, на захід від Насирії, на схід від річки Шатт-ель-Араб та на південь від Басри. Зазвичай площа цих боліт та постійних озер становить 2800 км², однак під час повеней вона може досягати 4500 км². В цей час вода з Центральних боліт, що живляться Тигром, може розливатися і поповнювати водою болота Хаммар. Озеро Хаммар є найбільшою водоймою в цих болотах, його ширина становить 120 км, довжина — 250 км, а глибина коливається від 1,8 до 3 м. Влітку рівень води в озері падає, а з-під води виступають острови, які використовуються в сільському господарстві.

### Болота Хавіза
Болота Хавіза лежать на схід від Тигру, частково на території Ірану. Іранська частина боліт, відома як Хаур Аль-Азім, живиться водами річки Керхе, тоді як іракську частину живлять води річок Ель-Мушарра та Ель-Кахла, що є притоками Тигру, і постачають набагато меншу кількість води, ніж Керхе. Під час весняної повені Тигр може безпосередньо впадати в болота. Річка Керхе відіграє вирішальну роль у живленні боліт Хавіза, у збереженні їх як проточної системи та у запобіганні перетворенню їх у закритий солончаковий басейн.
Болота Хавіза простягаються на 80 км з півночі на південь і близько 30 км зі сходу на захід, займаючи загальну площу 3000 км². Північна та центральна частини боліт є постійними, тоді як південна частина, як правило, сезонно пересихає. У північній частині боліт росте густа рослинність та трапляються великі озера глибиною до 6 м. Оскільки болота Хавіза продемонстрували високу стійкість під час намагань їх осушити, вони можуть сприяти відтворенню флори і фауни у Центральних Болотах та у болотах Хаммар.

## Екологія

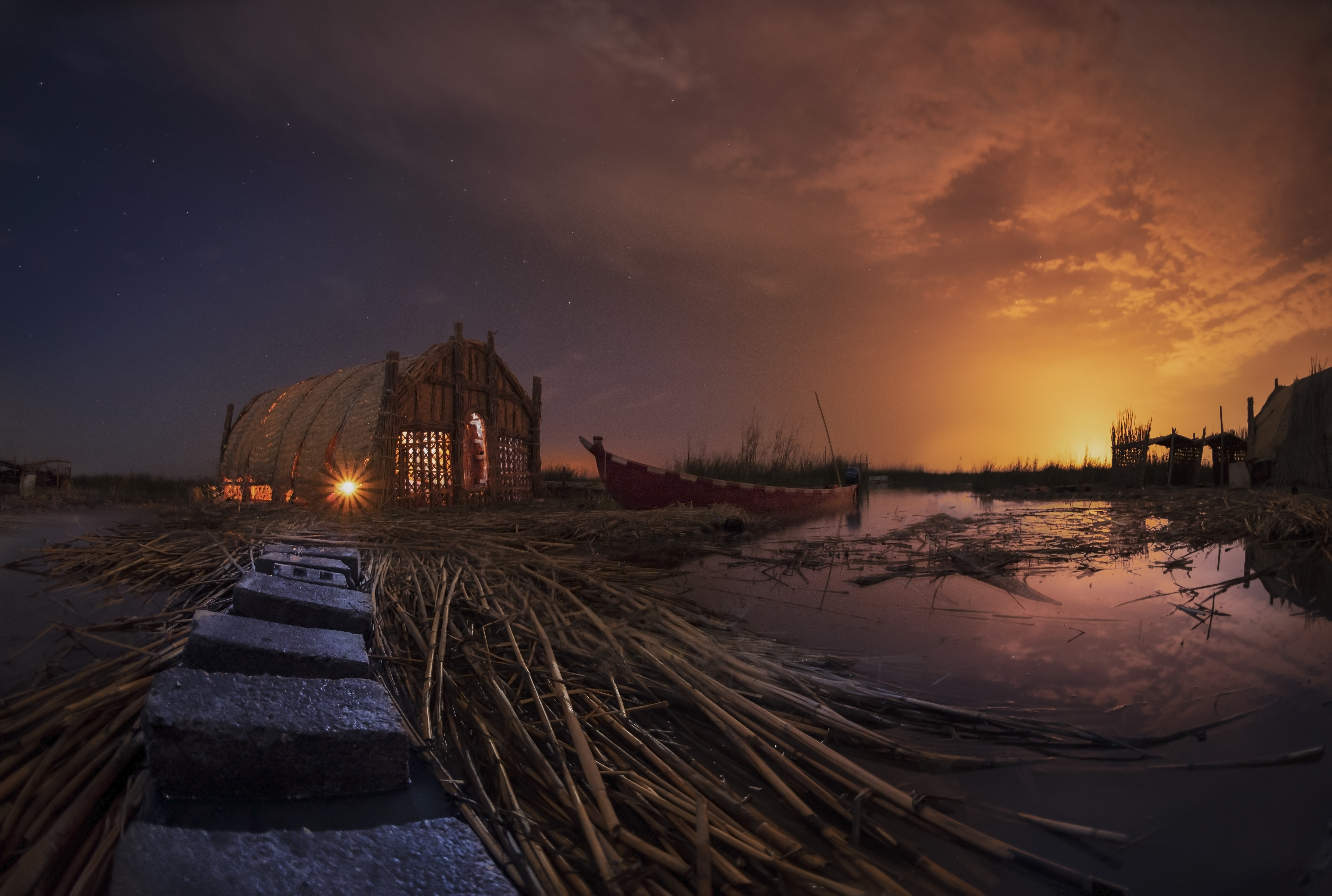
Месопотамські болота вночі. У воді можна побачити будинок з очерету (мудіф) та вузьке каное (машуф)

Месопотамські болота представляють собою палеарктичний екорегіон затоплюваних луків і саван, відомий як Алювіальні солоні болота Тигру та Євфрату (ідентифікатор WWF: PA0906). Окрім месопотамських боліт, цей екорегіон також включає Шадеганські ставки — водно-болотні угіддя, розташовані в нижній течії річки Карун у сусідньому Ірані. Болота мають надзвичайно важливе значення в екології регіону, оскільки вони фільтрують забруднюючі речовини та відходи, перш ніж вони досягають Перської затоки, хоча ця здатність значно погіршилася після їх осушення. Болота також служать місцем нересту для прибережних видів риб і креветок.
На сезонних і постійних болотах ростуть такі водні рослини, як звичайний очерет (Phragmites australis), південний рогіз (Typha domingensis) та папірус (Cyperus papyrus). На берегах річок та на річкових островах ростуть прибережні ліси, де зустрічаються євфратські тополі (Populus euphratica), галузисті тамарикси (Tamarix ramosissima), тамарикси Меєра (Tamarix meyeri) та голколисті верби (Salix acmophylla).
На болотах мешкають численні водоплавні птахи, зокрема рожевокрилі фламінго (Phoeniconaias roseus) та різні види чапель (Ardeidae). В екорегіоні гніздиться від 40 до 60 % світової популяції вузькодзьобих чирянок (Marmaronetta angustirostris), а також майже 90 % світової популяції ірацької очеретянки (Acrocephalus griseldis) та більша частина світової популяції ірацької кратеропи (Argya altirostris). Тут зустрічається ендемічний підвид сірої ворони (Corvus cornix capellanus). Серед інших видів, поширених на Месопотамських болотах, слід відзначити священних ібісів (Threskiornis aethiopicus) та африканських змієшийок (Anhinga rufa chantrei). Месопотамія є єдиним місцем поширення цих видів поза межами Африки.
Велика кількість різних видів птахів зимує на болотах Месопотамії або використовує їх як місце відпочинку під час міграції з Євразії до Африки. Серед перелітних видів, що зустрічаються в екорегіоні, слід відзначити рідкісних малих бакланів (Microcarbo pygmaeus), кучерявих пеліканів (Pelecanus crispus), східних могильників (Aquila heliaca). та  орланів-білохвостів (Haliaeetus albicilla). 
Ендеміками Месопотамії є два види гризунів — довгохвості несокії (Nesokia bunnii) та месопотамські піщанки (Gerbillus mesopotamiae), а також ендемічний підвид гладкошерстної видри (Lutrogale perspicillata maxwelli). Серед інших видів слід навести аравійського вовка (Canis lupus arabs), індійського їжатця (Hystrix indica), дику свиню (Sus scrofa) та річкову видру (Lutra lutra). Популяції всіх видів значно скоротилися внаслідок осушення месопотамських боліт, і науковці побоювалися щодо зникнення багатьох з них, однак коли екосистема почала відновлюватися, чисельність тварин поступово почала збільшуватися.

## Населення
Болотні араби, також відомі як маадани, мешкають в розрізнених селах у очеретяних будинках, до яких часто можна дістатися лише човном. Основними їхніми заняттями є рибальство, рисівництво та випас водних буйволів. У 1950-х роках налічувалося близько 500 тисяч болотних арабів. Після осушення боліт та жорстоких репресій Саддама Хусейна, їх чисельність скоротилася приблизно до 20 тисяч, а від 80 до 120 тисяч мааданів втекли до сусіднього Ірану. Після повалення Хусейна у 2003 році болотні араби почали повертатися до Месопотамії. Багато з них брало участь в руйнуванні гребель і дамб, побудованих Саддамом.
Уряд Іраку надає мааданам підтримку, зокрема через Іракський культурний фонд охорони здоров'я, який фінансує болотних арабів у їхніх зусиллях із захисту традиційних культурних практик. Тим не менш, болотні араби залишаються однією з найбільш незахищених груп населення Іраку у доступі до медичного обслуговування, до чистої питної води та до належного харчування.
Оскільки болота стають все більш засоленими та забрудненими, багато болотних арабів знову змушені переселятися. Традиційний спосіб життя тих, хто залишився, знаходиться під загрозою. Болота постачали 60 % риби в Іраку, однак наразі це число скоротилося на порядок . Разом з цим, відсутність питної води для розведення водяних буйволів спонукає деяких болотних арабів переселитися на периферію боліт, де вони вирощують зерно.

## Історія

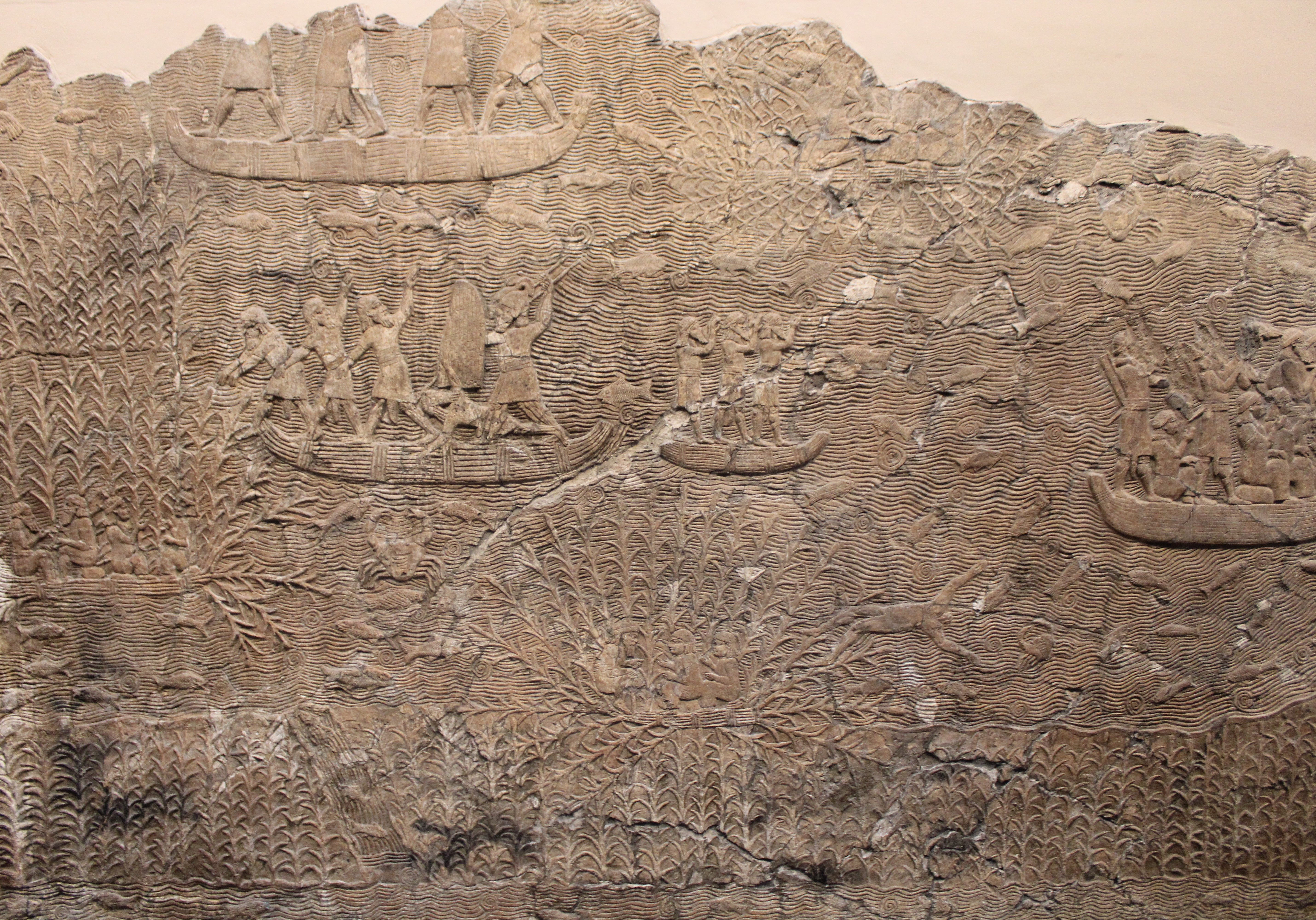
Похід на болота південної Вавилонії під час правління Ашшурбаніпала. Ассирійські воїни на човнах переслідують ворогів, які намагаються втекти; деякі ховаються в очереті

У 4-му тисячолітті до нашої ери в Південній Месопотамії, яку часто називають «колискою цивілізації», виникли перші писемні суспільства. В Урукський період тут були розроблені складні державні бюрократичні системи та побудовані перші міста — Ур, Урук, Еріду. Ур і Урук розташовувались на берегах давніх рукавів Євфрату, а Еріду в давнину стояв на узбережжі Перської затоки, однак внаслідок алювіальних наносів, узбережжя віддалилося від того місця, де він знаходився, на 250 км. 
Завдяки географічному розташуванню та екологічним факторам на території Родючого Півмісяця, що тягнеться від долини Нілу в Єгипті на північ уздовж узбережжя Середземного моря в Палестині та Ізраїлі та знову повертає на південь уздовж Євфрату і Тигру в напрямку до Перської затоки, люди створили цивілізацію. Вирішальним у винайденні сільського господарства стала наявність в регіоні диких їстівних видів рослин, зокрема дикої пшениці та бобів, які були поживними та легко окультурювалися.
У X-XI століттях на болотах Месопотамії існувала держава Батіха, заснована Імраном ібн Шахіном.

### Осушення боліт та їх подальше відновлення
Осушення Месопотамських боліт почалося в 1950-х роках із Центральних боліт і поступово поширилося на два інших болота. Початково воно мало на меті отримати землі для ведення сільського господарства та розвідки нафтових родовищ, однак пізніше його метою стало покарання для арабів-шиїтів, як відповідь на повстання 1991 року в Іраку. Осушення боліт відбулося шляхом побудови гребель, дамб та інших подібних споруд на території Іраку, однак також посилювалося будівництвом дамб у Сирії та Туреччині.

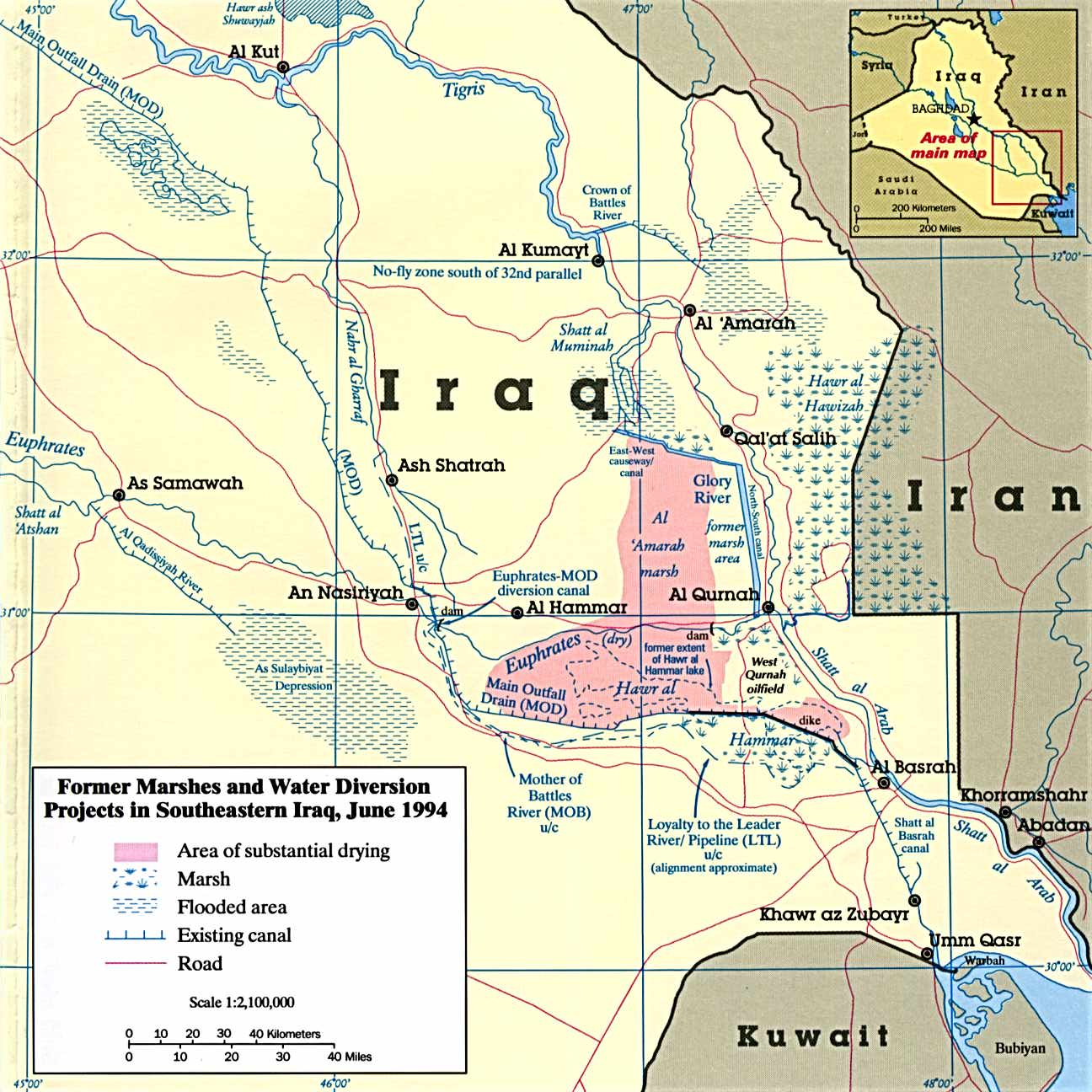
Мапа 1994 року з позначенням месопотамських боліт та гідротехнічних споруд

У той час як британські інженери працювали з урядом Іраку, Френк Хей у 1951 році розробив звіт, в якому рекомендував побудувати комплекс каналів, шлюзів і дамб у нижній частині Тигру та Євфрату. Ці водорегулюючі споруди можна було би використовувати для осушення боліт, створюючи прибуткові сільськогосподарські угіддя. У 1953 році почалося будівництво «Третьої річки», яка пізніше почала називатися «Річкою Саддама», яка відводила б воду з Центрального болота до Перської затоки. Робота над «Третьою річкою» та іншими проектами з осушення, зокрема з осушення болота Хавіза, швидко прогресувала у 1980-х роках під час ірано-іракської війни, метою чого було забезпечення Іраком тактичної переваги. Частина боліт Хаммар також була осушена в 1985 році, щоб розчистити територію для розвідки нафти.
Після війни в Перській затоці у 1991 році мусульмани-шиїти в південному Іраку повстали проти Саддама Хусейна. Він придушив повстання та ще більше прискорив осушення Центральних боліт та боліт Хамма з метою переселити шиїтів, які знайшли притулок у болотах. За винятком насирійської насосної станції, побудова «Третьої річки» довжиною 565 км була завершена в 1992 році. Також південніше були побудовані два інші канали, майже паралельно їй. Перший з них, канал «Матір битв», був побудований, щоб відвести течію Євфрату на південь нижче болота Хаммар. Другий канал, «Вірність лідеру» довжиною 240 км, також відомий як басранський канал прісної води, брав початок у нижній частині Євфрату, збирав воду в гирлі річки Ель-Гарраф та направляв подалі від Центральних боліт, в напрямку Басри. Також була побудована Річка Слави, завданням якої було відведення води від притоків Тигру на схід, паралельно вздовж Тигру, поки вона не досягала Євфрату поблизу його злиття з Тигром у Ель-Курні.
До вторгнення в Ірак у 2003 році площа боліт скоротилася на 90 %, порівняно з попередніми десятиліттями. Центральні болота та болота Хаммар були майже повністю осушені, а площа боліт Хавіза становила лише 35 % від початкової. Після вторгнення місцеві жителі зруйнували дамби. Спільні зусилля уряду Іраку, Організації Об’єднаних Націй, агентств США та рекордні опади в Туреччині допомогли розпочати відновлення боліт. Станом на кінець 2006 року 58 % площі боліт від початкової знову були затоплені The Nasiriyah Drainage Pump Station was completed in 2009, affording the Third River to be used for agricultural drainage.. У 2009 році було завершено будівництво насирійської насосної станції, що дозволило використовувати Третю річку для сільського господарства. Однак до 2009 року посухи та продовження будівництва і експлуатації дамб у Туреччині, Сирії та Ірані зменшили площу боліт приблизно до 30 % від їхнього початкового розміру. Туреччина побудувала принаймні 34 дамби на річках Тигр і Євфрат, що загрожує відновленню боліт.
У 2008 році площа боліт становила близько 75 % від початкової, однак до весни 2015 року вона знову скоротилася до 58 % від її середнього розміру до осушення. Тим часом, коли рівень води впав, солоність у деяких районах зросла до 15 ‰, порівняно з 0,3-0,5 ‰ у 1980-х роках. Це пов'язано зі зміною стоку Тигру і Євфрату: сток Тигру, води якого менш солоні, зменшився, і наразі болота живляться переважно водами Євфрату.

### Загрози зміни клімату та забруднення
Середня температура в регіоні підвищилася більш ніж на 0,5 °C за десятиліття, що викликає посухи в Іраку та сусідніх країнах. У поєднанні з дамбами, вище по річках, зменшення кількості води призвело до того, що три основні болота розпалися на 10 менших боліт.
Величезна кількість неочищених стічних вод та інших забруднюючих речовин скидається в Тигр і Євфрат, рухаючись вниз за течією в болота і ще більше погіршуючи якість води. Уряд надає першочергову увагу забезпеченню водою міст уздовж Тигру та Шатт-ель-Арабу, що має призвести до зменшення стоку води до боліт.